# Stapeliopsis khamiesbergensis
Stapeliopsis khamiesbergensis är en oleanderväxtart som beskrevs av Peter Vincent Bruyns. Stapeliopsis khamiesbergensis ingår i släktet Stapeliopsis och familjen oleanderväxter. Inga underarter finns listade i Catalogue of Life.